# Corydoras araguaiaensis
Corydoras araguaiaensis är en fiskart som beskrevs av Sands, 1990. Corydoras araguaiaensis ingår i släktet Corydoras och familjen Callichthyidae. Inga underarter finns listade i Catalogue of Life.